# Polyrhachis insularis
Polyrhachis insularis é uma espécie de formiga do gênero Polyrhachis, pertencente à subfamília Formicinae.